# Feliks Stanisław Jasiński
Feliks Stanisław Jasiński (fr:Félix-Stanislas Jasinski) (ur. 6 maja 1862 w Ząbkowie, zm. 8 sierpnia 1901 w Puteaux (Francja)) – polski malarz i grafik.

## Życiorys

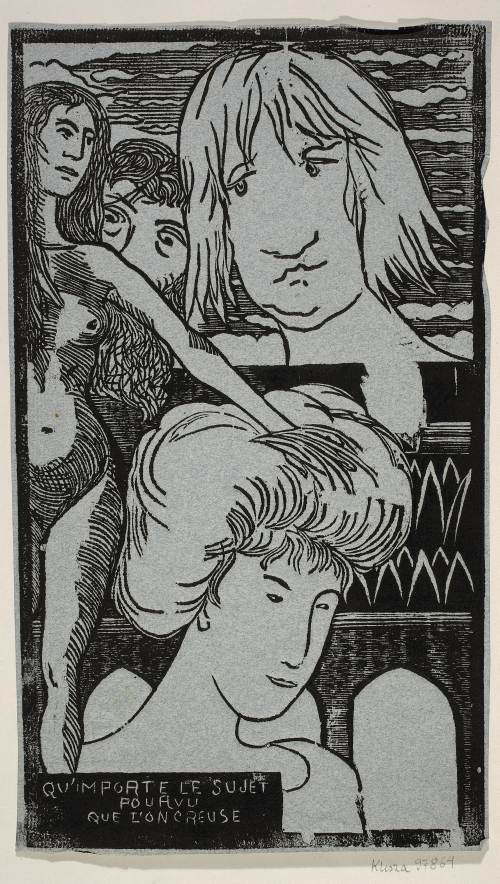
Feliks Jasiński, Qu’importe le sujet pourvu que l’on creuse, 1901

Ojciec artysty walczył w Powstaniu styczniowym, a po jego upadku razem z rodziną udał się na emigrację do Belgii. Feliks Jasiński powrócił w 1871 na ziemie polskie i zamieszkał w Krakowie, gdzie uczęszczał na lekcje rysunku u Edwarda Lepszego. W 1880 wyjechał do Brukseli gdzie studiował na Akademii Sztuk Pięknych (Académie royale des Beaux-Arts de Bruxelles) oraz pobierał prywatne lekcje u Michaela van Alphena, dwa lata później przeniósł się na stałe do Paryża i rozpoczął studia w Académie Julian. Uczęszczał na lekcje grafiki u Paula Le Rata, po ukończeniu nauki stał się wybitnym twórcą grafiki reprodukcyjnej, miedziorytnictwa i akwaforty. 
Od 1883 przez osiem sezonów uczestniczył  w organizowanych na Polach Elizejskich Salonach Société des Artistes Français, a od 1893 do 1898 w Salon Société Nationale des Beaux Arts na Polach Marsowych. 
Stale współpracował w charakterze ilustratora z tygodnikiem "L`Art" i "Gazette de Beaux Arts". Został wybrany na członka Société des Beaux-Arts, współpracował z wieloma znanymi wydawcami w Paryżu, Nowym Jorku i Londynie.
Żywe relacje łączyły go z polskim środowiskiem artystycznym, stale uczestniczył w wystawach krakowskiego Towarzystwa Przyjaciół Sztuk Pięknych i Towarzystwa Zachęty Sztuk Pięknych. Od 1897 był członkiem Towarzystwa Artystów Polskich „Sztuka”.

## Twórczość
Jego twórczość była wysoko ceniona, mimo że był mistrzem reprodukcji to potraktowano ją jako interpretację dzieł innych mistrzów. Jego prace były wielokrotnie wystawiane poza granicami Francji m.in. w Brukseli (1884, 1893), w Monachium (1896). W 1889 otrzymał złoty medal na zorganizowanej w Paryżu wystawie "Blanc et Noir", podobne odznaczenie otrzymał w 1900 na Wystawie światowej. 